# Leonard Roth
Leonard Roth (* 29. August 1904 in Edmonton, London; † 28. November 1968 in Pittsburgh) war ein britischer Mathematiker, der sich mit Algebraischer Geometrie befasste.

## Leben
Roth war der Sohn eines jüdischen Kleiderladenbesitzers und studierte ab 1923 mit einem Stipendium Mathematik am Clare College der Universität Cambridge. Er studierte dort unter anderem bei John Edensor Littlewood und erwarb 1926 seinen Abschluss, wobei er bei den Tripos Wrangler wurde. In der Forschung wandte er sich unter dem Einfluss von Henry Frederick Baker der Algebraischen Geometrie zu. Er wurde Demonstrator am Imperial College London und war 1930/31 mit einem Rockefeller-Stipendium in Rom bei Francesco Severi, Guido Castelnuovo und Federigo Enriques (den Häuptern der italienischen Schule der algebraischen Geometrie) sowie bei Tullio Levi-Civita. Außerdem lernte er dort seine Ehefrau Marcella Baldesi kennen. 1931 wurde er Assistant Lecturer am Imperial College und 1938 Lecturer. 1950 wurde er Reader. 1965 war er Gastprofessor an der University of Pittsburgh, an der er 1967 Andrew Mellon Professor für Mathematik wurde. Roth und seine Frau starben beide auf tragische Weise bei einem Autounfall in den Vereinigten Staaten.
In der algebraischen Geometrie forschte er im Rahmen der italienischen Schule von Severi. Er ist bekannt für sein Lehrbuch der Algebraischen Geometrie mit John Greenlees Semple, das 1949 erschien. Das Buch lässt transzendente (analytische) und topologische Aspekte beiseite, ist aber ansonsten von der Themenvielfalt her enzyklopädisch angelegt und mit vielen konkreten Beispielen. Außerdem schrieb er eine Monographie über dreidimensionale algebraische Varietäten. Roth meinte Varietäten in drei Dimensionen gefunden zu haben, die unirational aber nicht rational sind, was aber später widerlegt wurde (Jean-Pierre Serre 1959). 1972 gab schließlich Phillip Griffiths mit Herbert Clemens ein solches Gegenbeispiel zum Lüroth-Problem in drei Dimensionen und unabhängig 1971 Yuri Manin und Wassili Alexejewitsch Iskowskich.
Er war der Bruder der Literaturkritikerin Q. D. Leavis.

## Schriften
- mit John Greenlees Semple:  Introduction to algebraic geometry, Clarendon Press, Oxford 1949, Oxford University Press 1985
- Algebraic threefolds, with special regard to problems of rationality, Springer, Ergebnisse der Mathematik und ihrer Grenzgebiete, 1955
- mit Hyman Levy: Elements of probability, Clarendon Press 1936
- Modern elementary geometry, Thomas Nelson and Sons 1949, 1958